# Andreaea pachyphylla
Andreaea pachyphylla là một loài rêu trong họ Andreaeaceae. Loài này được Müll. Hal. Broth. mô tả khoa học đầu tiên năm 1901.